# Kenneth Edward Untener
Kenneth Edward Untener (* 3. August 1937 auf Belle Isle, Detroit, Michigan; † 27. März 2004) war ein US-amerikanischer Geistlicher und römisch-katholischer Bischof von Saginaw.

## Leben
Untener besuchte das Sacred Heart Seminary in Detroit und das St. John's Provincial Seminary in Plymouth, Michigan. Am 1. Juni 1963 erhielt er seine Priesterweihe durch Kardinal John Francis Dearden und wurde im Erzbistum Detroit tätig. Später studierte Untener Theologie an der Päpstlichen Universität Gregoriana in Rom und erhielt dort 1971 seinen Doktortitel. Von 1977 bis 1980 bekleidete er das Amt des Rektors des St. John's Provincial Seminary.
Papst Johannes Paul II. ernannte ihn am 4. Oktober 1980 zum Bischof von Saginaw. John Francis Kardinal Dearden spendete ihm daraufhin am 24. November desselben Jahres die Bischofsweihe; Mitkonsekratoren waren sein Vorgänger Francis Frederick Reh und Weihbischof Thomas John Gumbleton aus Detroit.